# Понте Фалмента (Вербано-Кузио-Осола)
Понте Фалмента је насеље у Италији у округу Вербано-Кузио-Осола, региону Пијемонт.
Према процени из 2011. у насељу је живело 14 становника. Насеље се налази на надморској висини од 439 м.